# Emmanuel Bertrand-Bocandé
Emmanuel Bertrand-Bocandé (Nantes, 3 juillet 1812 - Paris 16e, 28 novembre 1881) est un explorateur, homme d'affaires et administrateur colonial français qui contribua à étendre l'influence française en Basse-Casamance (Sénégal), notamment à l'île de Karabane. On lui doit un précieux témoignage sur cette région à l'époque coloniale.

## Biographie
Fils de René Bertrand et Olive Bocandé, il est né à Nantes le 3 juillet 1812.
Succédant à Dufour, il commande Karabane de 1849 à 1857. Lui-même est remplacé par Bourdeny.
Il meurt à Paris le 28 novembre 1881.

## Publications
- [Emmanuel] Bertrand-Bocandé, « Notes sur la Guinée portugaise, ou Sénégambie méridionale », Bulletin de la Société de géographie,‎ 1849
  - Première partie : vol.  11, p. 265-350 lire en ligne sur Gallica
  - Seconde partie : vol.  12, p. 57-93 lire en ligne
- « Extrait d'une lettre de M. Bertrand Bocandé, résident français à Karabanne (Cazamance) à M. Ferdinand-Denis le 2 février 1851 », dans Bulletin de la Société de géographie, 1851, série 4, vol. 2, p. 414-418 lire en ligne sur Gallica
- Emmanuel Bertrand-Bocandé, « Carabane et Sedhiou. Des ressources que présentent dans leur état actuel les comptoirs français établis sur les bords de la Casamance », Revue coloniale, vol. XVI,‎ juillet-décembre 1856, p. 398-421 (lire en ligne sur Gallica)